# Фредерік Пік
Фредерік Джерард Пік (англ. Frederick Gerard Peake; 12 червня 1886 — 30 березня 1970) — британський військовик і поліціянт, генерал-майор, засновник і перший командувач Арабського легіону у Трансйорданії.

## Життя і військова кар'єра
Фредерік Пік народився 12 червня 1886 року в Ештеді, графство Суррей, Велика Британія, в родині підполковника Волтера Піка, кавалера ордена «За видатні заслуги» та Грейс Елізабет Енн Фенвік. Він закінчив Стубінгтонську школу в Гемпширі, підготовчий навчальний заклад для хлопчиків, що збираються стати офіцерами, та Королівське військове училище в Сандгерсті.
1906 року Пік був зарахований до полку герцога Веллінгтона, з 1908 по 1913 рік служив в Індії.
Під час Першої світової війни Фредерік Пік служив у Королівському льотному корпусі в Салоніках, потім в Імперському верблюжому корпусі, що був частиною британської Імперської Єгипетської армії, і в березні-листопаді 1916 року брав участь у Дарфурській експедиції. 1917 року був нагороджений Орденом Нілу четвертого класу.
1918 року Фредерік Пік з Єгипетським верблюжим корпусом увійшов до складу британських сил в Хіджазі, де співпрацював з Томасом Лоуренсом.
У вересні 1920 року капітан Пік був відряджений з інспекцією для перевірки безпеки в еміраті Трансйорданія. Ситуація з безпекою в регіоні була визнана незадовільною, і в жовтні того ж року Фредерік Пік отримав підвищення до підполковника і доручення верховного комісара Палестини сформувати два невеликі поліційні підрозділи:
- мобільний загін кількістю 100 осіб, для охорони дороги з Палестини до Аммана.
- загін кількістю 50 осіб, розташований в Ель-Карак для підтримки британського окружного офіцера — відповідального представника колоніальної служби.

Влітку 1921 року Пік створив Резервний мобільний підрозділ кількістю 150 осіб, який послужив ядром майбутнього Арабського легіону. Підрозділ складався з арабів, курдів, турок та черкесів, озброєних німецькими рушницями. Внаслідок збільшення регіональної напруги й кількості сутичок, особовий склад Резервного мобільного підрозділу було збільшено до 750 солдатів і офіцерів. Цей реорганізований підрозділ стримував напади ваххабітів у 1922 р.. Завдяки його ефективним діям 1923 року було швидко придушене повстання шейха Кулайб аль-Шурайда в Курі та вщент розбиті сили султана аль-Адвана під час Адванського повстання. 1926 року керований Піком Арабський легіон налічував вже 1 500 солдатів і офіцерів. Невелика кількість офіцерів була британцями, решта — місцевими мешканцями.
Пік отримав звання генерал-майора в армії емірату Трансйорданії та полковника Британської армії.
Влітку 1939 року полковник Фредерік Пік вийшов у відставку і повернувся на батьківщину. Арабський легіон був переданий під командування його заступника Джона Глабба.

## Особисте життя
1937 року Пік одружився з Елспет Маклін Рітчі, подружжя мало одну дочку, Джулію Грейс Пік, що народилась 1941 року.
Після відставки Пік оселився в Гоукслі, Сент-Босуелл, Роксбургшир, батьківщині своєї дружини.
Помер Фредерік Пік в Келсо, Шотландія на 84 році життя 30 березня 1970 р..
Фредерік Пік є автором двотомної «Історії Трансйорданії та її племен» (англ. A history of Trans-Jordan and its tribes, 1934)

## Нагороди
- Медаль загальної служби, Палестина, 1918[13]
- Британська воєнна медаль та Британська медаль Перемоги, 1919[13]
- Срібна Королівська медаль Хіджазу[13]
- Командор Ордена Нілу Єгипет, 1917[14]
- Гранд-офіцер Ордена Al Istiklal, Хіджаз (1934)[15]
- Велика зірка з діамантами Ордена Al Nahda, Хіджаз[13]
- Офіцер Ордена Британської імперії (OBE), 1923[16]
- Командор Ордена Британської імперії (CBE), 1926[17]
- Кавалер Ордена св. Джона Єрусалимського (CStJ), 1934[18]
- Кавалер Ордена Св. Михайла і Св. Георгія (CMG), 1939[19]